# Leprocaulon subalbicans
Leprocaulon subalbicans är en lavart som först beskrevs av Ivan Mackenzie Lamb, och fick sitt nu gällande namn av Ivan Mackenzie Lamb och A.M.Ward. Leprocaulon subalbicans ingår i släktet Leprocaulon, klassen Lecanoromycetes, divisionen sporsäcksvampar och riket svampar. Det är osäkert om arten förekommer i Sverige.